# Англосаксонская правовая семья

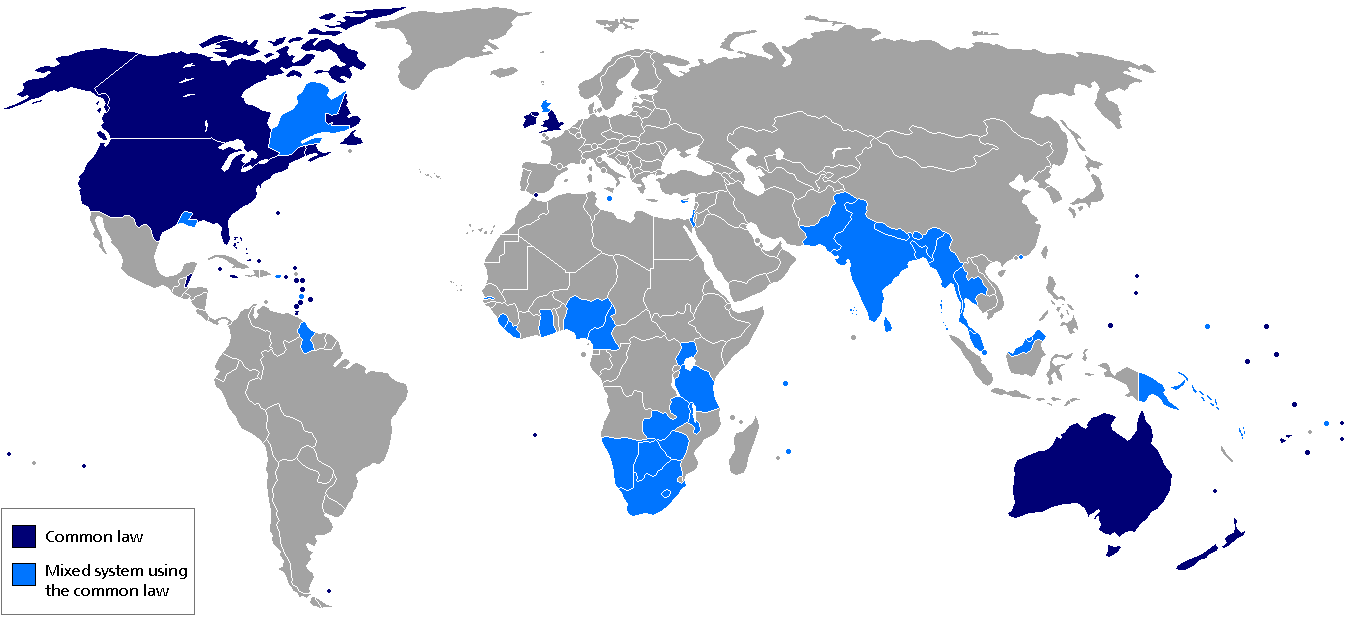
распространение англосаксонской правовой семьи: и

Англосаксо́нская правова́я семья́ (нем. Angelsächsischer Rechtskreis), или а́нгло-америка́нская правова́я систе́ма (англ. anglo-american legal system) — правовая семья, объединяющая правовые системы, основанные на общем праве Великобритании. Оно является основным также и в её бывших владениях (колониях), в том числе стран Содружества наций, и США.

## Национальные правовые системы, входящие в семью
В географической структуре англо-американского (общего) права выделяют две группы: английскую (Великобритания и страны Содружества) и американскую (США — федеральная правовая система и правовые системы штатов). Каждой из них присущи характерные особенности. Правовые системы североамериканских колоний Британии после провозглашения независимости стали развиваться путём, отличным от пути развития правовой системы Великобритании и других её колоний; правовая общность последних с бывшей метрополией сохраняется и после обретения ими независимости. Говорят, что Великобритания и США — страны, разделенные общим правом.
Некоторые правовые системы, входящие в семью общего права, являются смешанными. К ним относятся правовые системы Таиланда, Филиппин, канадской провинции Квебек, штата Луизиана и ассоциированного с США государства Пуэрто-Рико (все пять — преимущественно романо-германского характера); Индии и её штатов (где сохраняются остатки влияния традиционного индусского права, при доминировании англо-американского права); Пакистана (основу правовой системы составляют мусульманское и общее право); Израиля (правовая система которого объединяет все три основные правовые семьи современности, при сохранении влияния традиционного иудейского права); Шри-Ланки, ЮАР, британского региона Шотландия (объединяют черты общего права и архаичного римско-голландского права).

## Характерные черты
Среди отличительных черт англосаксонской правовой семьи — доминирование прецедента среди всех других источников права, преобладание вопросов процессуального права над вопросами материального права, отсутствие четкого отраслевого деления системы права, невыраженность разделения права на публичное и частное (ввиду поглощения последнего первым). Содержание права отличается сложностью и казуистичностью.